# The Glades/Episodenliste

Logo zur Serie

Diese Episodenliste enthält alle Episoden der US-amerikanischen Dramaserie The Glades, sortiert nach der US-amerikanischen Erstausstrahlung. Zwischen 2010 und 2013 entstanden in vier Staffeln insgesamt 49 Episoden mit einer Länge von jeweils etwa 42 Minuten.

## Übersicht
| Staffel | Episodenanzahl | Erstausstrahlung USA | Erstausstrahlung USA | Deutschsprachige Erstausstrahlung | Deutschsprachige Erstausstrahlung |
| Staffel | Episodenanzahl | Staffelpremiere      | Staffelfinale        | Staffelpremiere                   | Staffelfinale                     |
| ------- | -------------- | -------------------- | -------------------- | --------------------------------- | --------------------------------- |
| 1       | 13             | 11. Juli 2010        | 3. Oktober 2010      | 11. Januar 2012                   | 4. April 2012                     |
| 2       | 13             | 5. Juni 2011         | 5. September 2011    | 22. Januar 2013                   | 16. April 2013                    |
| 3       | 10             | 3. Juni 2012         | 12. August 2012      | 2. Juli 2013                      | 3. September 2013                 |
| 4       | 13             | 27. Mai 2013         | 26. August 2013      | 15. Juli 2014                     | 26. August 2014                   |

## Staffel 1
Die Erstausstrahlung der ersten Staffel war vom 11. Juli bis zum 3. Oktober 2010 auf dem US-amerikanischen Sender A&E zu sehen. Die deutschsprachige Erstausstrahlung sendete der deutsche Pay-TV-Sender RTL Crime zwischen dem 11. Januar und dem 4. April 2012.
| Nr. (ges.) | Nr. (St.) | Deutscher Titel                   | Originaltitel             | Erstausstrahlung USA | Deutschsprachige Erstausstrahlung (D) | Regie            | Drehbuch                        |
| ---------- | --------- | --------------------------------- | ------------------------- | -------------------- | ------------------------------------- | ---------------- | ------------------------------- |
| 1          | 1         | Reptilien im Paradies             | Pilot                     | 11. Juli 2010        | 11. Jan. 2012                         | Peter O’Fallon   | Clifton Campbell                |
| 2          | 2         | Flug und Fall                     | Bird in the Hand          | 18. Juli 2010        | 18. Jan. 2012                         | Peter O’Fallon   | Matt Witten                     |
| 3          | 3         | Sturmwarnung                      | A Perfect Storm           | 25. Juli 2010        | 25. Jan. 2012                         | Timothy Busfield | Alfonso H. Moreno               |
| 4          | 4         | Orchideen aus Stahl               | Mucked Up                 | 1. Aug. 2010         | 1. Feb. 2012                          | Randall Zisk     | Elle Johnson                    |
| 5          | 5         | Aphrodites Ärger                  | The Girlfriend Experience | 8. Aug. 2010         | 8. Feb. 2012                          | Tim Hunter       | Lee Goldberg & William Rabkin   |
| 6          | 6         | Doppelgänger                      | Doppelganger              | 15. Aug. 2010        | 15. Feb. 2012                         | Guy Ferland      | Matt Witten & David J. Burke    |
| 7          | 7         | Das Geheimnis von Cassadaga       | Cassadaga                 | 22. Aug. 2010        | 22. Feb. 2012                         | Bill Eagles      | Alfonso H. Moreno               |
| 8          | 8         | So stirbt kein Gentleman          | Marriage Is Murder        | 29. Aug. 2010        | 29. Feb. 2012                         | Jonathan Frakes  | Tom Garrigus                    |
| 9          | 9         | Unruhiges Blut                    | Honey                     | 5. Sep. 2010         | 7. März 2012                          | Colin Bucksey    | Elle Johnson                    |
| 10         | 10        | Kein Paradies für Pferde          | Second Chance             | 12. Sep. 2010        | 14. März 2012                         | Tricia Brock     | Tom Garrigus                    |
| 11         | 11        | Blut für eine Legende             | Booty                     | 19. Sep. 2010        | 21. März 2012                         | Elodie Keene     | Lee Goldberg & William Rabkin   |
| 12         | 12        | Die dunkle Seite der Leidenschaft | Exposed                   | 26. Sep. 2010        | 28. März 2012                         | Gary A. Randall  | Alfonso H. Moreno               |
| 13         | 13        | Falsche Entourage                 | Breaking 80               | 3. Okt. 2010         | 4. Apr. 2012                          | Dennie Gordon    | Matt Witten & Alfonso H. Moreno |

## Staffel 2
Die Erstausstrahlung der zweiten Staffel begann am 5. Juni 2011 und endete am 5. September 2011 auf dem US-amerikanischen Sender A&E. Die deutschsprachige Erstausstrahlung sendete der deutsche Pay-TV-Sender RTL Crime zwischen dem 22. Januar und dem 16. April 2013.
| Nr. (ges.) | Nr. (St.) | Deutscher Titel             | Originaltitel        | Erstausstrahlung USA | Deutschsprachige Erstausstrahlung (D) | Regie            | Drehbuch                                         |
| ---------- | --------- | --------------------------- | -------------------- | -------------------- | ------------------------------------- | ---------------- | ------------------------------------------------ |
| 14         | 1         | Rendezvous mit dem Tod      | Family Matters       | 5. Juni 2011         | 22. Jan. 2013                         | Gary A. Randall  | Tom Garrigus                                     |
| 15         | 2         | Hass, der nie vergeht       | Old Ghosts           | 12. Juni 2011        | 29. Jan. 2013                         | Lee Rose         | Clifton Campbell & Alfonso H. Moreno             |
| 16         | 3         | Verlorene Söhne             | Lost and Found       | 19. Juni 2011        | 5. Feb. 2013                          | Kelly Makin      | Clifton Campbell & Kim Newton                    |
| 17         | 4         | Keine Ehrensache            | Moonlighting         | 26. Juni 2011        | 12. Feb. 2013                         | Jonathan Frakes  | Elle Johnson                                     |
| 18         | 5         | Schmutzige Geheimnisse      | Dirty Little Secrets | 10. Juli 2011        | 19. Feb. 2013                         | Timothy Busfield | Clifton Campbell, Elle Johnson & John Mankiewicz |
| 19         | 6         | Mörderzirkus                | Gibtown              | 17. Juli 2011        | 26. Feb. 2013                         | Jeff Bleckner    | Alfonso H. Moreno                                |
| 20         | 7         | Süchtig nach Liebe          | Addicted To Love     | 24. Juli 2011        | 5. März 2013                          | Jeremiah Chechik | Tom Garrigus & Clifton Campbell                  |
| 21         | 8         | Vom Preis des Glaubens      | Second Skin          | 31. Juli 2011        | 12. März 2013                         | Tricia Brock     | Lois Johnson                                     |
| 22         | 9         | Friedenstaube flambiert     | Iron Pipeline        | 7. Aug. 2011         | 19. März 2013                         | Eric Laneuville  | Alfonso H. Moreno & Clifton Campbell             |
| 23         | 10        | Ein Kerl vor die Säue       | Swamp Thing          | 14. Aug. 2011        | 26. März 2013                         | Timothy Busfield | Tom Garrigus                                     |
| 24         | 11        | Diamant des Bösen           | Beached              | 21. Aug. 2011        | 2. Apr. 2013                          | Artie Mandelberg | Karen Hall                                       |
| 25         | 12        | Der junge Mann und das Meer | Shine                | 28. Aug. 2011        | 9. Apr. 2013                          | Jon Terlesky     | Shaz Bennett & Elle Johnson                      |
| 26         | 13        | Brüder der Gewalt           | Breakout             | 5. Sep. 2011         | 16. Apr. 2013                         | Kelly Makin      | Elle Johnson, Tom Garrigus & Alfonso H. Moreno   |

## Staffel 3
Die Erstausstrahlung der dritten Staffel war vom 3. Juni bis zum 12. August 2012 auf dem US-amerikanischen Sender A&E zu sehen. Die deutschsprachige Erstausstrahlung sendete der deutsche Free-TV-Sender RTL vom 2. Juli bis zum 3. September 2013.
| Nr. (ges.) | Nr. (St.) | Deutscher Titel           | Originaltitel       | Erstausstrahlung USA | Deutschsprachige Erstausstrahlung (D) | Regie           | Drehbuch                      |
| ---------- | --------- | ------------------------- | ------------------- | -------------------- | ------------------------------------- | --------------- | ----------------------------- |
| 27         | 1         | Unheimliche Begegnungen   | Close Encounters    | 3. Juni 2012         | 2. Juli 2013                          | Jeff Bleckner   | Tom Garrigus                  |
| 28         | 2         | Sirenen des Meeres        | Poseidon Adventure  | 10. Juni 2012        | 9. Juli 2013                          | Lee Rose        | Elle Johnson                  |
| 29         | 3         | Endstation Wissenschaft   | Longworth’s Anatomy | 17. Juni 2012        | 16. Juli 2013                         | Randy Zisk      | Wendy Battles                 |
| 30         | 4         | Land und Liebe            | The Naked Truth     | 24. Juni 2012        | 23. Juli 2013                         | Eric Laneuville | Lisa Henthorn                 |
| 31         | 5         | Der Hunger im Süden       | Food Fight          | 1. Juli 2012         | 30. Juli 2013                         | Ron Underwood   | Dailyn Rodriguez              |
| 32         | 6         | Aus alten Zeiten          | Old Times           | 8. Juli 2012         | 6. Aug. 2013                          | Kelly Makin     | Lee Goldberg & William Rabkin |
| 33         | 7         | Anarchie und Liebe        | Public Enemy        | 15. Juli 2012        | 13. Aug. 2013                         | Lee Rose        | Elle Johnson                  |
| 34         | 8         | Die Schönheit und der Tod | Fountain of Youth   | 22. Juli 2012        | 20. Aug. 2013                         | Gary A. Randall | Tom Garrigus                  |
| 35         | 9         | Auf der Insel des Grauens | Islandia            | 5. Aug. 2012         | 27. Aug. 2013                         | Emile Levisetti | Dailyn Rodriguez              |
| 36         | 10        | Ewiger Sommer             | Endless Summer      | 12. Aug. 2012        | 3. Sep. 2013                          | Jeff Bleckner   | Wendy Battles                 |

## Staffel 4
Die Erstausstrahlung der vierten Staffel war vom 27. Mai bis zum 26. August 2013 auf dem US-amerikanischen Sender A&E zu sehen. Die deutschsprachige Erstausstrahlung sendete der deutsche Free-TV-Sender RTL vom 15. Juli bis zum 26. August 2014.
| Nr. (ges.) | Nr. (St.) | Deutscher Titel                | Originaltitel               | Erstausstrahlung USA | Deutschsprachige Erstausstrahlung (D) | Regie           | Drehbuch                       |
| ---------- | --------- | ------------------------------ | --------------------------- | -------------------- | ------------------------------------- | --------------- | ------------------------------ |
| 37         | 1         | Ein Geist in der Nacht         | Yankee Dan                  | 27. Mai 2013         | 15. Juli 2014                         | Emile Levisetti | Dailyn Rodriguez               |
| 38         | 2         | Kirsche süß-sauer              | Shot Girls                  | 3. Juni 2013         | 15. Juli 2014                         | Jonathan Frakes | John J. Sakmar & Kerry Lenhart |
| 39         | 3         | Captain Barbecue               | Killer Barbecue             | 10. Juni 2013        | 22. Juli 2014                         | Paul Edwards    | Tom Garrigus                   |
| 40         | 4         | Der tote Hengst der Liebe      | Magic Longworth             | 17. Juni 2013        | 22. Juli 2014                         | Donna Deitch    | Matthew J. Lieberman           |
| 41         | 5         | Im Unheil der Zombies          | Apocalypse Now              | 24. Juni 2013        | 29. Juli 2014                         | Marc Roskin     | Elle Johnson                   |
| 42         | 6         | Derbe Derby Girls              | Glade–iators!               | 1. Juli 2013         | 29. Juli 2014                         | Martha Coolidge | John J. Sakmar & Kerry Lenhart |
| 43         | 7         | Fahrendes Volk                 | Gypsies, Tramps and Thieves | 8. Juli 2013         | 5. Aug. 2014                          | Ron Underwood   | Tom Garrigus                   |
| 44         | 8         | Sklaven der Liebe              | Three’s Company             | 15. Juli 2013        | 5. Aug. 2014                          | Eric Laneuville | Matthew J. Liberman            |
| 45         | 9         | Haben Sie das von Lori gehört? | Fast Ball                   | 29. Juli 2013        | 12. Aug. 2014                         | Ron Underwood   | Elle Johnson                   |
| 46         | 10        | Das Böse in der Kunst          | Gallerinas                  | 5. Aug. 2013         | 12. Aug. 2014                         | Eric Laneuville | Dailyn Rodriguez               |
| 47         | 11        | Feinde im Sturm                | Civil War                   | 12. Aug. 2013        | 19. Aug. 2014                         | Kelly Makin     | John J. Sakmar & Kerry Lenhart |
| 48         | 12        | Blutiger Western               | Happy Trails                | 19. Aug. 2013        | 19. Aug. 2014                         | Gary A. Randall | Shaz Bennett                   |
| 49         | 13        | Bevor das Glück beginnt        | Tin Cup                     | 26. Aug. 2013        | 26. Aug. 2014                         | Randy Zisk      | Tom Garrigus                   |